# مجموعة غالاغر

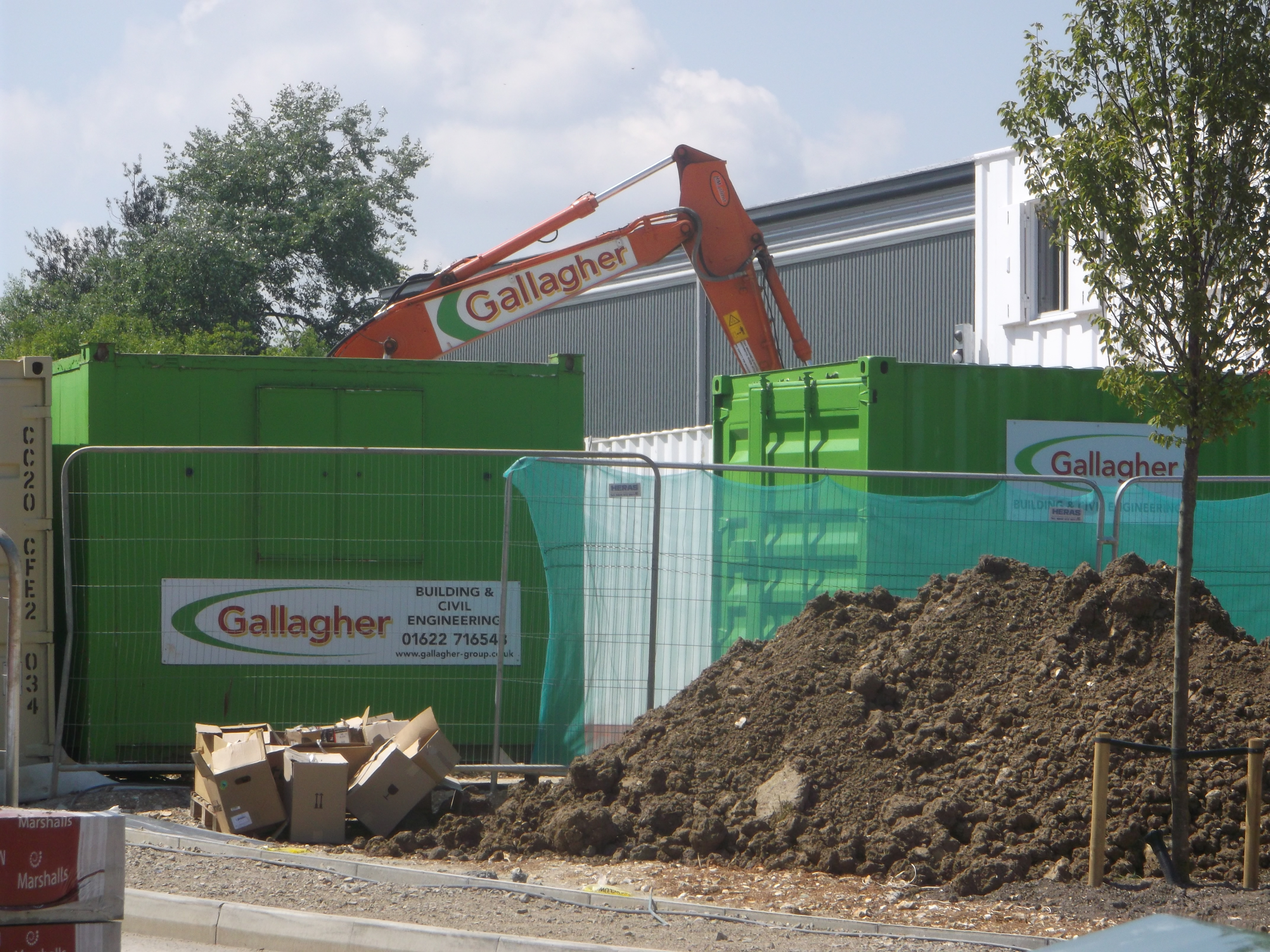
مبنى غالاغر ومكاتب مواقع الهندسة المدنية في الحرم الجامعي ، جيلينجهام

مجموعة غالاغر بدات كمقاول للهندسة المدنية وأعمال الأساس. ثم عملت في مجال الهندسة المدنية، وتطوير العقارات، وتصميم وبناء المقاولات والمحاجر.

## أعمال
تتمتع مجموعة مجموعة غالاغر بمزيج فريد من الخدمات المتميزة والمتكاملة
- هندسة مدنية
- المصنع والنقل
- مواد البناء (الأولية والمعاد تدويرها)
- الخرسانة الجاهزة وذراع التسوية المتدفق
- التطوير العقاري
- الزراعة وإدارة العقارات

## مشاريع معروفة
- ملعب غالاغر يونايتد [2]
- معهد كينت للطب والجراحة
- إكليبس بارك (منتزه مكتبي بالقرب من ميدستون) [3]
- حديقة موت [4]
- محكمة الارميتاج، بارمينج [5]
- محجر الأرميتاج [6]

## مؤسسات خيرية
قلب كينت هوسبيس، بريستون هول، القرية البريطانية الملكية الفيلق، أيلسفورد 